# 조 힐 (작가)

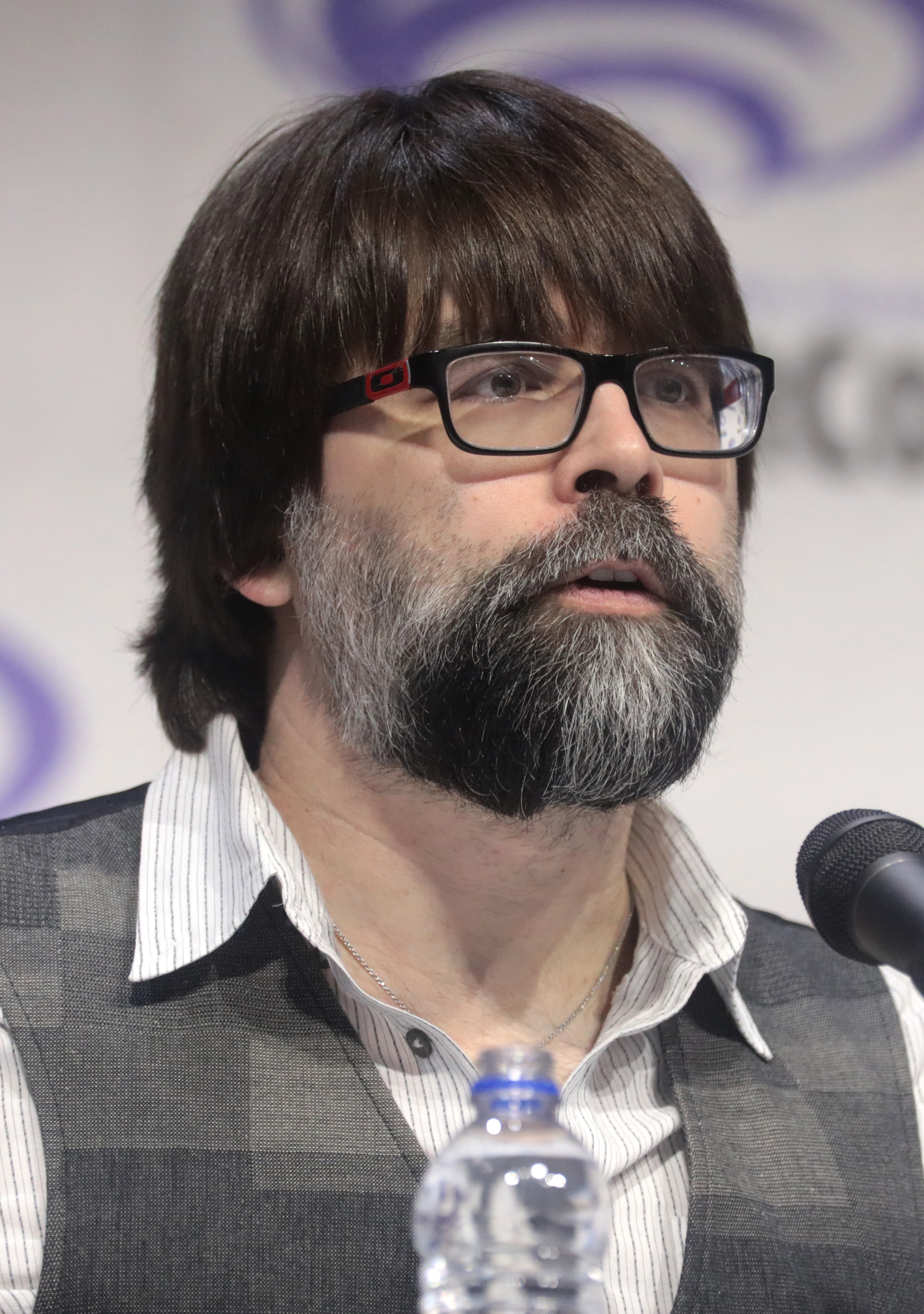
조 힐 (2019년)

조지프 힐스트롬 킹(Joseph Hillstrom King, 1972년 6월 4일 ~ )은 조 힐(Joe Hill)이라는 필명으로 잘 알려진 미국의 작가이다. 아버지는 소설가 스티븐 킹이다.